# Oncidium varicosum

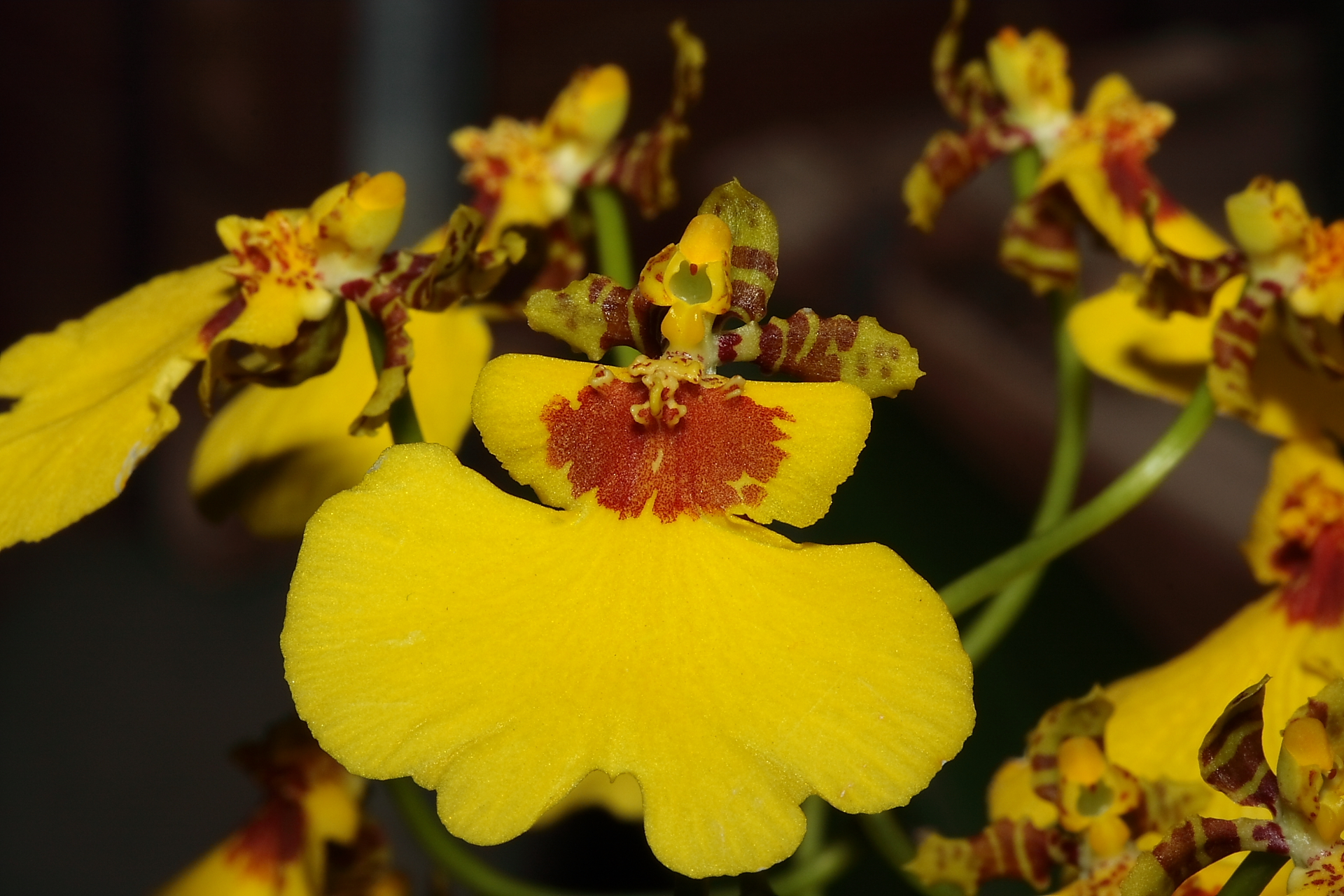
Oncidium varicosum

Oncidium varicosum là một loài phong lan có ở Brasil tới miền bắc Argentina.

## Hình ảnh

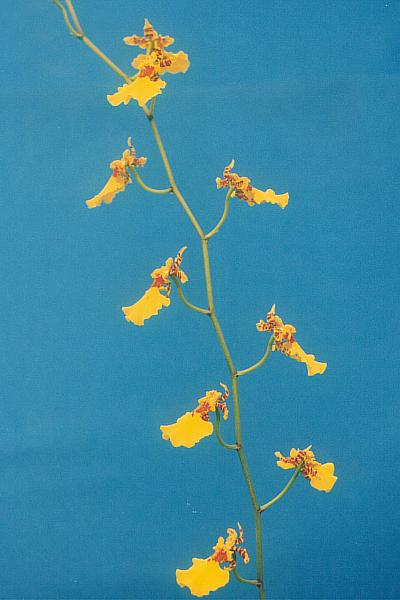
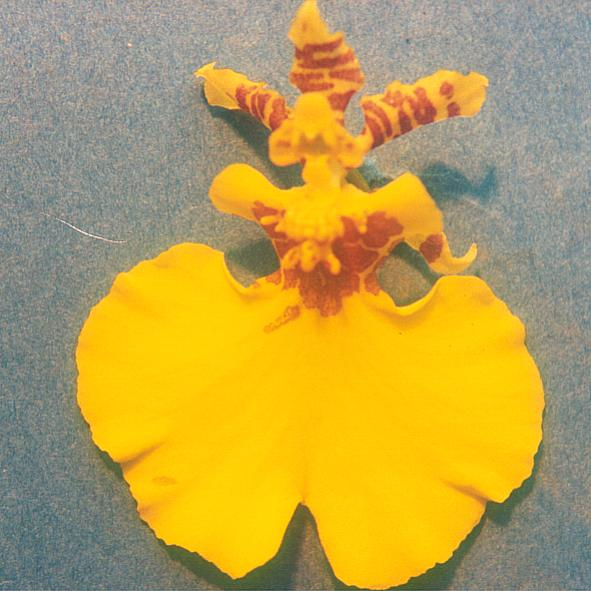